# 新兴镇 (黑山县)
新兴镇，是中华人民共和国辽宁省锦州市黑山县下辖的一个乡镇级行政单位。

## 行政区划
新兴镇下辖以下地区：
芍药村、石庙子村、东方店村、康屯村、马家岗子村、卧牛村、叶沙村、前尖村、后尖村、高家窝铺村、茨榆村、齐家村和黑山县机械林场生活区。